# کیت کرافورد
کیت کرافورد (انگلیسی: Keith Crofford؛ زادهٔ ۱۴ آوریل ۱۹۵۶) تهیه‌کننده تلویزیونی، فیلم‌نامه‌نویس، صداپیشه، و مدیر اجرایی تولید اهل ایالات متحده آمریکا است. وی بین سال‌های ۱۹۹۶ تا ۲۰۲۰ میلادی فعالیت می‌کرد.